# Cocalus gibbosus
Cocalus gibbosus là một loài nhện trong họ Salticidae.
Loài này thuộc chi Cocalus. Cocalus gibbosus được Fred R. Wanless miêu tả năm 1981.